# Plutonaster fragilis
Plutonaster fragilis is een kamster uit de familie Astropectinidae.
De wetenschappelijke naam van de soort werd in 1970 gepubliceerd door Helen Shearburn Clark.